# هذیان خودبزرگ‌بینی (آلبوم)
اتهامات بزرگی چهاردهمین آلبوم استودیویی توسط گوچی مان، رپ آمریکایی است. این آلبوم در تاریخ ۲۱ ژوئن ۲۰۱۹ توسط اتلانتیک رکوردز و گوآپ اینترپرایز منتشر شد. این آلبوم شامل همکاری هنرمندانی از جمله میک میل، گانا، لیل بیبی، جاستین بیبر، جرمی، ا بوگی ویت دا هودی، ویز خلیفه، ریک راس، لیل اوزی ورت، یانگ داف پیوی لانگوی، و غیره است.
آلبوم توسط سه تک آهنگ پشتیبانی می‌شود: "Love Thru the Computer" که با همکاری جاستین بیبر، "Backwards" با همکاری میک میل و و "Proud of You"

## لیست آهنگ
اعتبارات از Tidal اقتباس شده‌است.
| شماره      | نام                                             | نویسنده(ها)                                                                                              | Producer(s)                                               | مدت   |
| ---------- | ----------------------------------------------- | --- | --------------------------------------------------------- | ----- |
| ۱.         | «Bussdown»                                      | Radric Davis Anthony White                                                                               | J. White Did It                                           | ۳:۰۶  |
| ۲.         | «Backwards» (همکاری Meek Mill)                  | Davis Xavier Dotson Robert Williams                                                                      | Zaytoven                                                  | ۲:۵۷  |
| ۳.         | «Special» (با Anuel AA)                         | Davis Shane Lindstrom Kevin Gomringer Tim Gomringer Emmanuel Santiago                                    | Murda Beatz Cubeatz                                       | ۴:۰۳  |
| ۴.         | «Ice» (همکاری Gunna and Lil Baby)               | Davis Chandler Durham Sergio Kitchens Dominique Jones                                                    | Turbo                                                     | ۲:۵۷  |
| ۵.         | «Love Thru the Computer» (همکاری جاستین بیبر)   | Davis White Justin Bieber Roger Troutman Larry Troutman Shirley Murdock                                  | J. White Did It                                           | ۲:۵۲  |
| ۶.         | «Proud of You»                                  | Davis Kenneth Blume Nils Noehden                                                                         | Kenny Beats Nils                                          | ۲:۳۲  |
| ۷.         | «Bottom»                                        | Davis Brytavious Chambers                                                                                | Tay Keith                                                 | ۳:۲۵  |
| ۸.         | «Hands Off» (همکاری Jeremih)                    | Radric Davis Christian Ward Samuel Jimenez Joshua Parker Terrence Williams Jordan Holt-May Jeremy Felton | Hitmaka OG Parker Romano Smash David                      | ۲:۳۵  |
| ۹.         | «Blind» (همکاری A Boogie wit da Hoodie)         | Davis Dotson Artist Dubose                                                                               | Zaytoven                                                  | ۳:۳۳  |
| ۱۰.        | «Superstar»                                     | Davis Jamarii Massey                                                                                     | MariiBeatz Six7 [a] P. Kaldone [a] Seph Got The Waves [a] | ۳:۱۲  |
| ۱۱.        | «Upgrade» (featuring Navé Monjo)                | Davis White Evan Hancock                                                                                 | J. White Did It                                           | ۳:۲۴  |
| ۱۲.        | «Lame» (featuring Wiz Khalifa and Rick Ross)    | Davis Joshua Luellen Denis Berger Cameron Thomaz William Roberts                                         | Southside Pvlace                                          | ۴:۰۲  |
| ۱۳.        | «Potential» (همکاری Lil Uzi Vert و Young Dolph) | Davis Ricky Harrell, Jr. Symere Woods Adolph Thornton                                                    | Ricky Racks                                               | ۴:۵۰  |
| ۱۴.        | «Human Chandelier»                              | Davis Massey Daremey Steptoe                                                                             | MariiBeatz Six7                                           | ۲:۳۸  |
| ۱۵.        | «Us»                                            | Davis Blume                                                                                              | Kenny Beats                                               | ۲:۳۳  |
| ۱۶.        | «Look at Me Now»                                | Davis Chambers                                                                                           | Tay Keith                                                 | ۲:۵۳  |
| ۱۷.        | «Making of a Murderer»                          | Davis Lindstrom                                                                                          | Murda Beatz Sool Got Hits [a]                             | ۲:۴۶  |
| ۱۸.        | «Outro» (همکاری DJ Drama و Peewee Longway)      | Davis Carlton Mays, Jr. Quincy Williams                                                                  | Honorable C.N.O.T.E.                                      | ۳:۳۵  |
| مجموع مدت: | مجموع مدت:                                      | مجموع مدت:                                                                                               | مجموع مدت:                                                | ۵۷:۵۳ |

## اعتبار نمونه
- "عشق از طریق کامپیوتر" شامل نمونه ای از " Computer Love " است که توسط راجر ترتمن، لری ترتمن و شیرلی مردوک نوشته شده‌است که توسط زاپ و راجر انجام شده‌است.[۵]

## کارکنان
اعتبارات از تیدال اقتباس شده‌است.
- امینی هرناندز - مخلوط کردن (آهنگهای ۱–۳، ۶، ۷، ۱۱–۱۳، ۱۵)، دستیار مهندسی (آهنگ ۴)
- جاش گودین - مخلوط کردن (آهنگ ۵)
- DJ Riggins - مخلوط کردن (آهنگ ۸)
- یعقوب ریچاردز - مخلوط کردن (آهنگ ۸)
- Jaycen Joshua - مخلوط کردن (آهنگ ۸)
- مایک سابرگ - مخلوط کردن (آهنگ ۸)
- Max Deak - مخلوط کردن (آهنگ ۱۰، ۱۴، ۱۶)
- کالین لئونارد - تسلط (تمام آهنگ‌ها)
- ادی "eMIX" هرناندز - مهندسی (آهنگ‌های ۱–۳، ۵–۱۲، ۱۵–۱۷)، مخلوط کردن (آهنگ‌های ۱–۴، ۶، ۷، ۹–۱۸)
- آنتونی کروز - مهندسی (آهنگ ۲)
- Salvador Majail - مهندسی (آهنگ ۱۰، ۱۴)
- سین پین - مهندسی (آهنگ ۱۳)